# Ступальне колесо

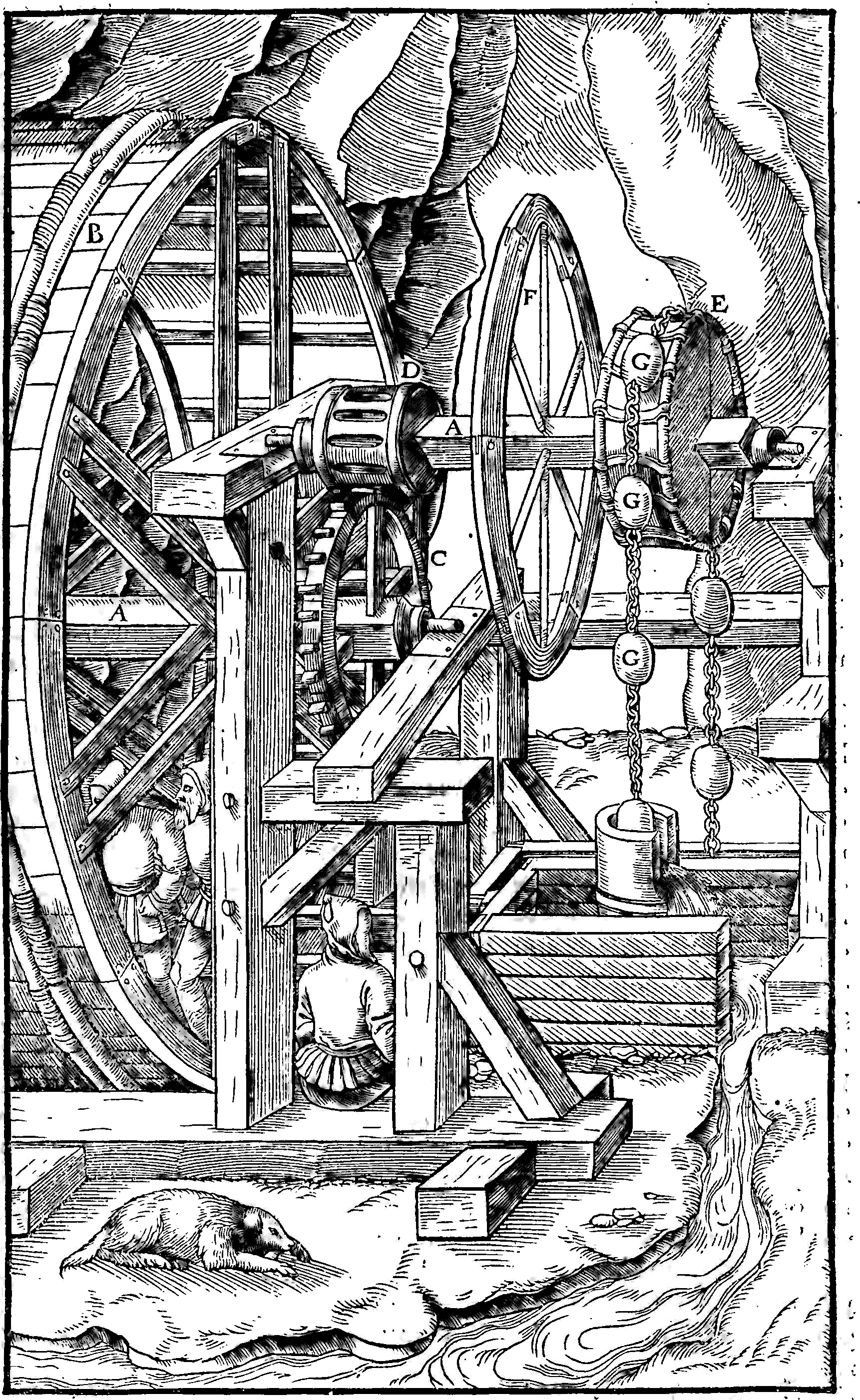
Вертикальне ступальне колесо.

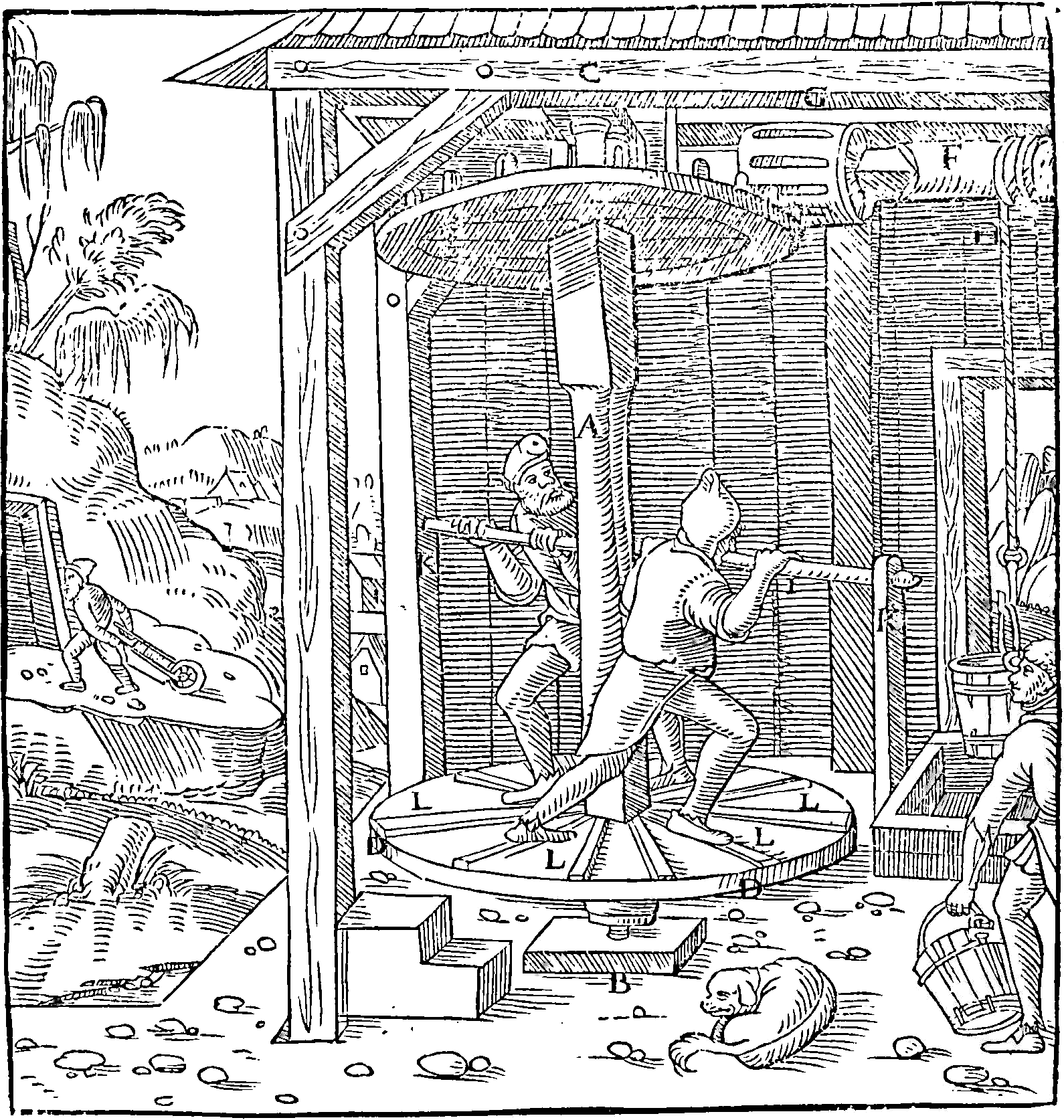
Горизонтальне ступальне колесо.

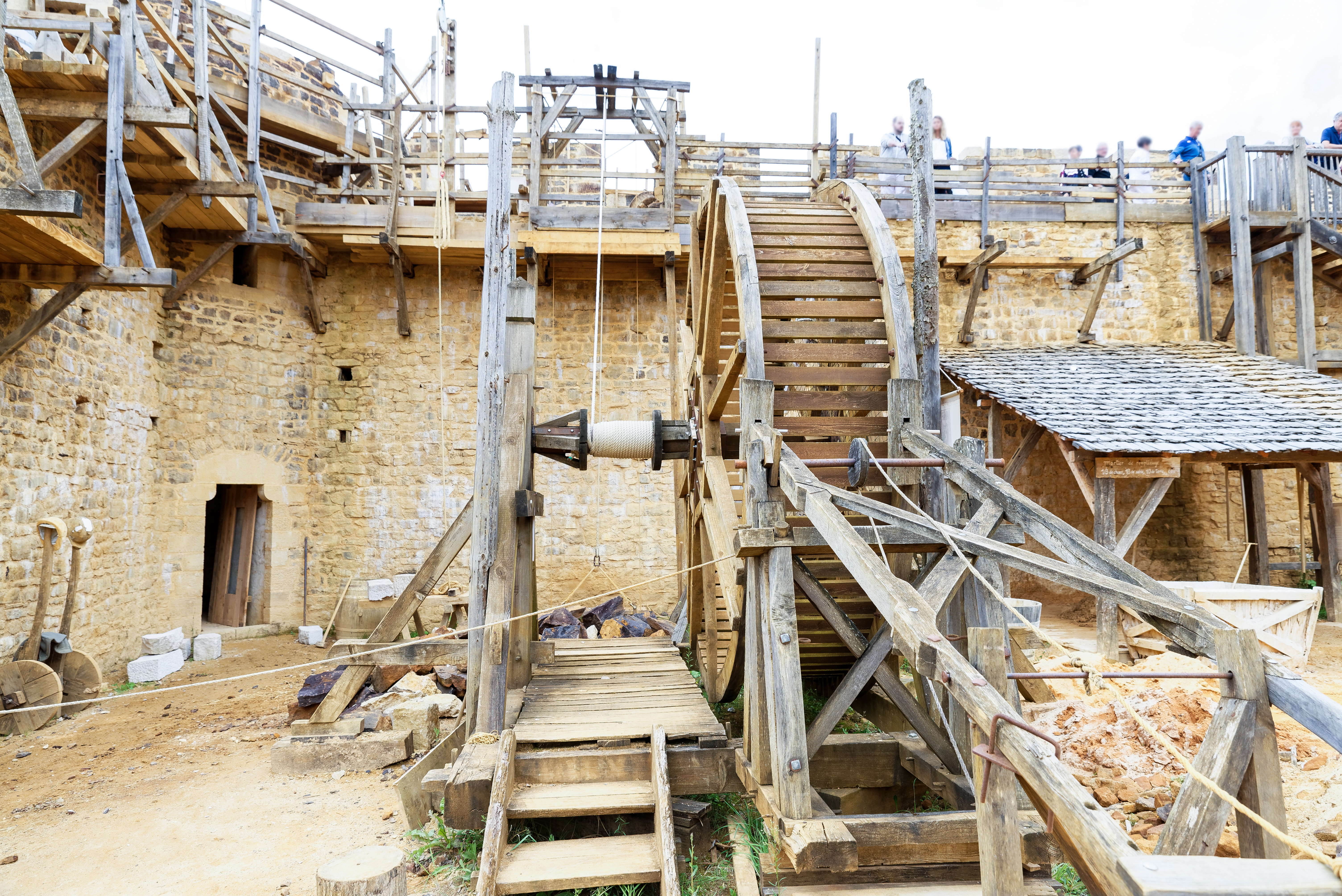
Ступальне колесо підйомного крана на реконструкції замка Геделон

Ступальне колесо — ходове колесо з внутрішніми сходами, що розташовані на дерев'яному валу. Застосовувалося, зокрема, у водовідливних машинах, млинах для помелу руди в Середньовіччі. Працювало за принципом білячого колеса.
Зокрема «топчак» згадується праці Георга Агріколи «De Re Metallica» (1556 р.):
| …Інша (водовідливна) машина того ж роду, описана Вітрувієм, швидше піднімає ковші місткістю один конгій. Тому вона більш корисна для водовідливу з шахтних стовбурів при сильному припливі води. У цій машині немає залізних рам та передавальних коліс. Вона забезпечена ступальним колесом — ходовим колесом з внутрішніми сходами, що сидять на дерев'яному валу. |
| …Другий млин відрізняється від інших тим, що він замість горизонтального вала має вертикальний вал. Він забезпечений внизу обертовим колесом, який приводять в рух двоє робітників, ступаючи ногами на його планки; нерідко цю роботу виконує і один робітник. Іноді з цього валу виступає дишло, яке обертає по колу кінь або осел, чому її називають «ослячим млином». Зубчасте колесо приводить в рух цівочне колесо і тим самим і жорно. |